# Йорк
Йорк (англ. York МФА: [jɔːk]о файле, лат. Eboracum, Eburacum, Eburaci) — один из важнейших городов Англии, главный город и унитарная административная единица со статусом «сити» в юго-восточной части церемониального графства Норт-Йоркшир, при впадении реки Фос в реку Уз. В городе расположена резиденция архиепископа провинции Йорк.
Город имеет богатое историческое и культурное наследие, долгое время на его фоне развивались важнейшие политические события, оказавшие влияние на весь ход истории Английского Королевства.
Туризм также является важной статьёй городских доходов. Йорк знаменит многочисленными историческими и архитектурными памятниками, самым известным из которых является Йоркский кафедральный собор. Основными спортивными сооружениями города являются йоркский ипподром и стадион Кит-Кат Кресент — домашний стадион футбольной команды Йорк Сити. На реке Уз возможны как речные прогулки, так и спортивные соревнования.

## История
Традиционная столица севера Англии. В 71 году н. э. на месте, где сейчас стоит Йорк, была основана римская крепость Эборак (с лат. — «Тиссовое место»), названная в честь дерева тис (кельт., eburos), одного из священных деревьев кельтов, к которым относятся проживавшие в тех краях племена бриттов. Римляне сделали Эборак столицей своей провинции Нижняя Британия. К концу римского владычества, в 415 году, поселение было захвачено германским племенем англов, переименовано в Эоворуик и стало столицей королевства Нортумбрия, основанного ими.
В Эбораке в 211 году умер римский император Септимий Север. А 25 июля 306 года здесь скончался император Констанций Хлор, после чего войсками был провозглашён императором его сын Константин Великий.
С VI века город стал центром англосаксонского королевства Нортумбрия.
Первый епископ Йорка, Паулин, получил свой сан в деревянной церкви, на месте которой позднее возник Йорк-Минстер. Паулин крестил там в 627 году короля Эдвина Святого. Город стал архиепископством в 732 году(?). С 735 года — резиденция архиепископа Йоркского.
Викинги, захватившие город в 866 году, переименовали его в Йорвик, после чего город стал столицей одноимённого королевства, располагавшегося на большей части Северной Англии. После завоевания Англии норманнами город получил своё современное имя, самое раннее упоминание которого относится к XIII веку. В Средние века Йорк стал основным центром торговли шерстью и северной митрополией Английского королевства (вторая была только в Кентербери).
В Средние века благополучие города основывалось на торговле лесом.
Расположение города посреди Йоркской долины, на реке Уз, на половине пути между Лондоном и Эдинбургом явилось причиной того, что Йорк очень долго занимал важное положение в транспортной системе страны. В XIX веке, под влиянием финансиста Джорджа Хадсона, Йорк стал важным железнодорожным узлом и производственным центром империи. За последние десятилетия экономика города во многом переключилась с железнодорожного и кондитерского производства на сферу услуг. Йоркский университет и службы здравоохранения стали на сегодняшний день главными работодателями. В XIX веке в городе существовали фабрики и заводы стеклянных и железных изделий, ковров, обоев и предметов роскоши, оживленная торговля углем, хлебная биржа. Железнодорожный узел.
Более всего Йорк обязан своим процветанием сосредоточению в нём в XIX веке дворянства северной Англии.
За столетие (1890—1991) число жителей увеличилось с 60 000 до 100 600 человек.

### Происхождение названия
Имя «Йорк» происходит от старого латинского названия, данного городу римлянами. В разных источниках это название упоминается как «Эборак», «Эбурак» и «Эбураки». Первое упоминание Йорка относится к 95—104 годам — оно было написано на деревянной дощечке для письма, найденной на развалинах римской крепости Виндоланда в Нортумбрии (см. таблички из Виндоланды).
Происхождение названия «Эборак» в точности неизвестно, так как нет сведений о языке, на котором говорило местное население во времена римского завоевания. Существует мнение, что народ, живший в тех краях, говорил на одном из кельтских языков, родственном современному валлийскому. Теории, дающие предположительное значение названия, опираются на знания, почерпнутые из других кельтских языков. Так, например, возможным значением является «место, где растут тисовые деревья» — именно это обозначает слово «эборакон», существовавшее в языке бриттов. Второе возможное значение — «поле Эбораса».
Англы, захватившие в начале Средневековья значительную часть территории Британии, в том числе и Эборак, называли город «Эоворуик». Скорее всего, это было сделано из-за созвучия с англо-саксонским словом «эовор», обозначавшим дикого кабана. Окончание «уик» означало всего лишь «место». Когда в 866 году племена датских викингов захватили город, они переделали название на свой лад — так город получил имя «Йорвик».
После норманнского завоевания Англии Йорк обрёл своё современное имя. Первое современное написание слова «York» (а не предшествовавших вариантов «Yerk» и «Yourke») относится к XIII веку. Однако и сегодня названия многих городских мест и компаний, как например, такси «Эбор таксис», связаны со старым римским именем.

### Древние времена

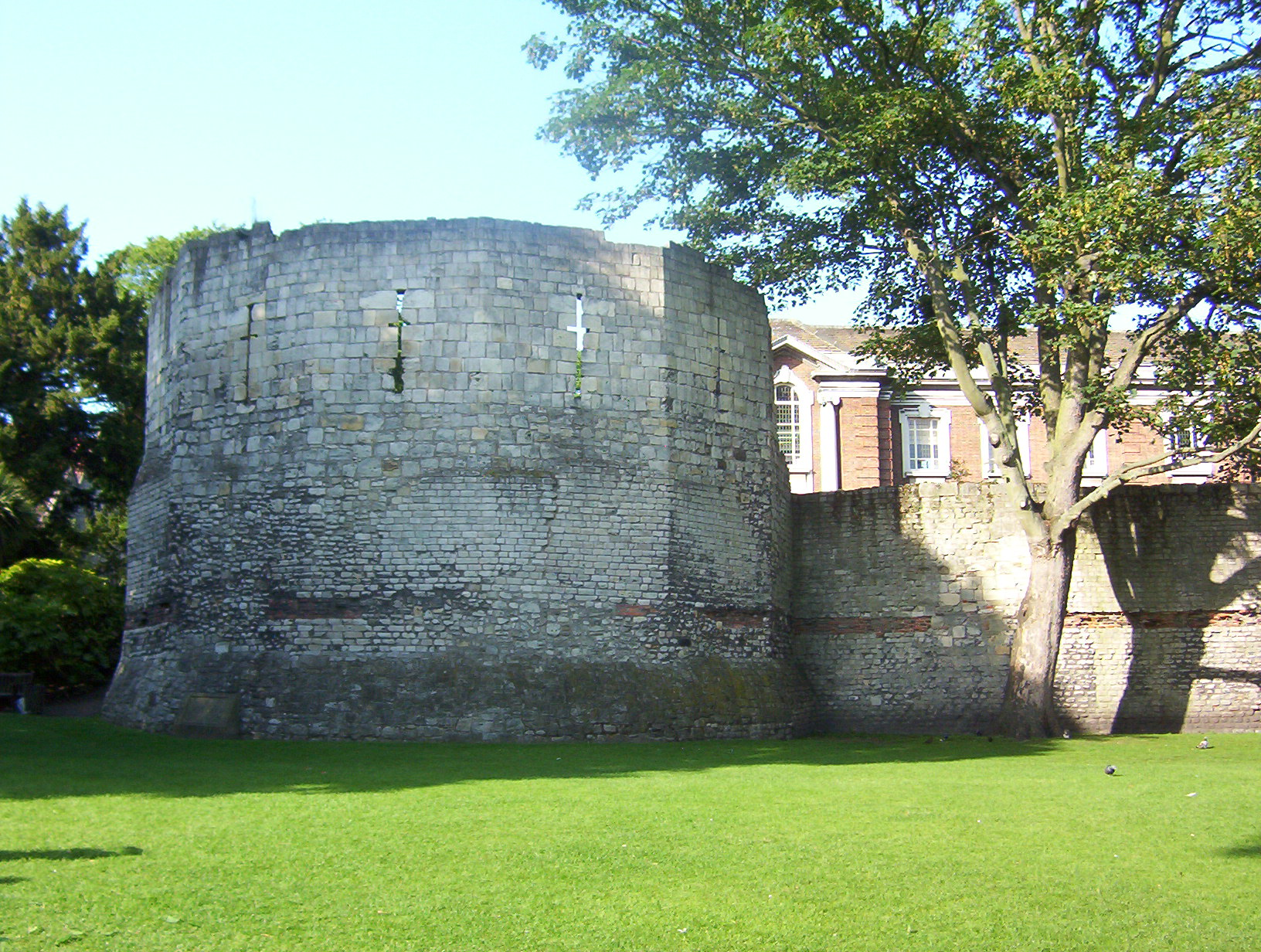
Римская стена и западная угловая башня йоркского форта. Верхняя половина кладки была уложена уже в Средневековье.

Археологические находки говорят о присутствии людей в районе Йорка уже в мезолите, между 8000 и 7000 годами до н. э. Неизвестно, являлись ли те поселения постоянными или временными.
На участке А1, Хеслингтон-Ист в Йорке найден самый старый сохранившийся человеческий мозг в Британии. Он датируется возрастом 673—482 лет до н. э. (калиброванная дата). Секвенирование образцов ДНК из головного мозга дало близкое совпадение с гаплогруппой J1d, определённой всего у нескольких жителей Тосканы и Ближнего Востока и не идентифицированной в Великобритании. С помощью методов протеомики удалось обнаружить два специфичных для мозга белка — липофилин и клаудин-11.
К моменту завоевания римлянами Британии, в окрестностях современного города проживало племя, известное римлянам под именем бригантов. Поначалу весь район обитания племени стал зависимой от Рима территорией без особого сопротивления бригантов, однако позже их вожди стали проявлять всё большую враждебность к Риму, что привело к тому, что IX римский легион был послан к северу от Хамбера, на земли племени.
Сам город был основан в 71 году, когда IX легион покорил бригантов и соорудил деревянную крепость на плоской возвышенности над рекой Уза, недалеко от того места, где воды Узы сливаются с водами реки Фосс. Крепость, позже перестроенная в камне, занимала площадь размером 20 га, её гарнизон насчитывал 6000 солдат. Место, где ранее стояла крепость, располагается под фундаментом Йоркского собора, недавние раскопки открыли часть её древних стен.
Императоры Адриан, Септимий Север и Констанций I Хлор во время различных военных кампаний часто находились в Йорке вместе со своими дворами. Септимий Север во время пребывания в городе провозгласил Йорк столицей провинции Британия Инфериор и, по-видимому, именно он даровал поселению все привилегии колонии или города. Император Констанций I Хлор умер во время нахождения в городе в 306 году и солдаты, находящиеся в крепости, провозгласили его сына Константина Великого следующим императором.
В VII веке, в правление короля Эдвина, Йорк стал основным городом королевства Нортумбрия. В 627 году из дерева была построена первая церковь города, в ней был крещён король Эдвин. Он же приказал отстроить церковь в камне, однако из-за убийства короля в 633 году эту задачу пришлось осуществить преемнику Эдвина на троне — Освальду. В последующем столетии в школе Святого Петра при Йоркском соборе служил и преподавал знаменитый Алкуин — богослов и педагог, впоследствии ставший одним из основоположников так называемого «каролингского возрождения» при дворе Карла Великого.
В IX веке Нортумбрия стала жертвой захватнических походов викингов. Йорк был захвачен в 866 году. При новых правителях город стал крупным речным портом, важным пунктом в интенсивной системе торговли, созданной купцами-викингами в северной Европе. Последний правитель независимого Йорвика, Эйрик Кровавая Секира был изгнан англо-саксонским королём Эдредом в ходе борьбы за объединение Англии.

### После нормандского завоевания
В 1068 году, через два года после нормандского завоевания Англии, народ Йорка восстал. Первое восстание было успешным, но затем Вильгельм Завоеватель подавил его. Он сразу же построил две деревянные крепости по обе стороны реки Уз, которые все ещё видны.
Первый каменный собор (Минстер) был сильно поврежден в результате пожара при восстании, и позже было решено построить новое здание на новом месте. Около 1080 года архиепископ Томас начал строительство собора на современном месте. В XII веке Йорк начал процветать благодаря своему положению в самом центре прекрасной торговой сети. Он стал крупным торговым центром и ганзейским портом. Йоркские купцы импортировали ткани, воск, бумагу и овес из Нидерландов, а также экспортировали зерно в Гасконь, и зерно и шерсть в Нидерланды. Король Генрих I даровал городу первую хартию, подтверждающую право торговли в Англии и Европе.

### Новое время
В результате реформы 1889 года Йорк был преобразован в город-графство наряду с семью другими городами исторического графства Йоркшир. В 1974 году город-графство Йорк в качестве района вошел в неметропольное графство Норт-Йоркшир. Город Йорк преобразован в унитарную единицу 1 апреля 1996 года из района Йорк неметропольного графства Норт-Йоркшир.

## География
Занимает территорию 271 км² и граничит на востоке с церемониальным графством Восточный райдинг Йоркшира, на юге, западе и севере с неметропольным графством Норт-Йоркшир.

## Население
На территории унитарной единицы Йорк проживают 208 400 человек, при средней плотности населения 687 чел./км² (середина 2016).

## Политика
Йорк управляется городским советом, состоящим из 47 депутатов, избранных в 22 округах. В результате последних выборов 26 мест в совете занимают лейбористы.

## Экономика
В Йорке расположена штаб-квартира крупной компании CPP Group, а также крупной строительной компании Persimmon plc, акции которых входят в базу расчета индекса FTSE 250.

## Спорт
В Йорке базируется профессиональный футбольный клуб «Йорк Сити», выступающий в сезоне 2023/24 в Национальной лиге. «Йорк Сити» принимает соперников на стадионе «Бутхем Кресцент» (вместимость 8256 зрителей).

## Достопримечательности
- Йоркский собор (York Minster), XIII—XIV вв.
- Городские стены XIV века с 10 воротами
- Средневековая улица мясников Шемблз, XIV—XVI вв.
- Аббатство Сент-Мэри, XIII в.
- Множество средневековых церквей
- Клиффордз-тауэр — единственная сохранившаяся башня Йоркского замка, XIII в.
- Музей Йоркского замка
- Дворец лорд-мэра с ионическими колоннами
- Королевский театр
- Национальный железнодорожный музей
- Университет (с 1963 года)
- Больница Ретрит Йорк (знаменитая йоркширская больница, основанная более 220 лет назад)[7]

## Йорк в литературе
Город Йорк является родиной известного литературного героя — Робинзона Крузо из романов Даниэля Дефо. Также упоминается в романе «Айвенго» Вальтера Скотта. В романе Кристофера Сэнсома «Суверен» действие происходит в Йорке во время правления Генриха VIII.